# Art of This Century

Einladung zur Eröffnung von „Art of this Century“

Art of This Century war ein von Peggy Guggenheim am 20. Oktober 1942 eröffnetes Museum in Manhattan, New York, das gleichzeitig Galerie war. Den Auftrag für die Gestaltung der Räume hatte sie dem Architekten Friedrich Kiesler erteilt. Die avantgardistische Galerie wurde von Guggenheim bis Ende Mai 1947 geleitet. In diesem Jahr kehrte sie nach Europa zurück. Durch die Begegnung emigrierter europäischer Künstler mit jungen amerikanischen Malern wie Robert Motherwell, Jackson Pollock und Mark Rothko entstand unter gegenseitiger Beeinflussung der Abstrakte Expressionismus, und das Zentrum der Kunst verlagerte sich von Paris nach New York. Insofern hatten die Ausstellungen Guggenheims einen großen Einfluss auf die moderne amerikanische Kunst und können mit den Präsentationen der Armory Show verglichen werden, die 1913 in New York stattgefunden hatten.

## Vorgeschichte

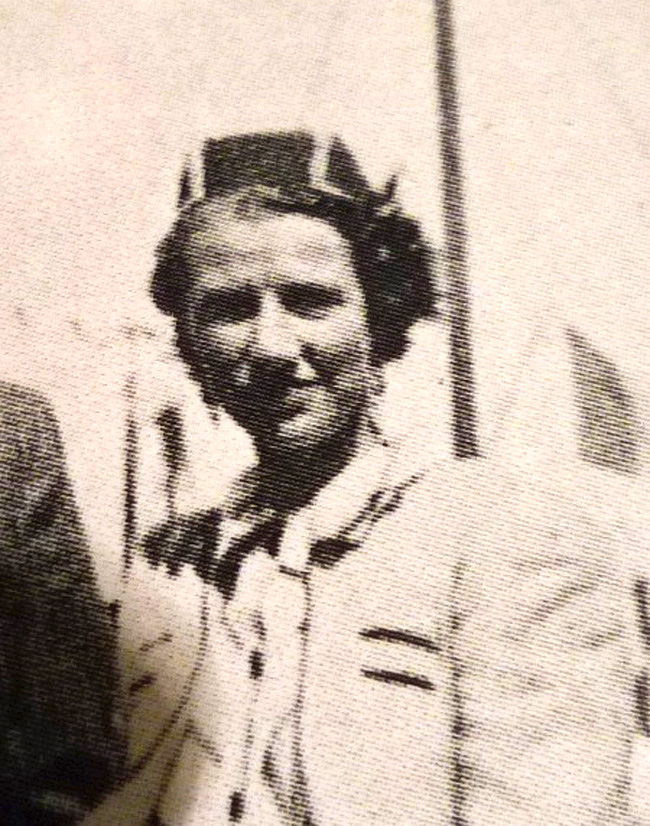
Peggy Guggenheim in Marseille, 1937

Peggy Guggenheim hatte bereits am 24. Januar 1938 in London eine Galerie eröffnet. Der Name „Guggenheim Jeune“ war einerseits an der bekannten Galerie Bernheim-Jeune orientiert, andererseits zitierte ihr Geburtsname Guggenheim ihren Onkel, den Kunstmäzen Solomon R. Guggenheim. Kurz vor der Eröffnung ihrer eigenen Galerie hatte sie am 17. Januar des Jahres voller Interesse an der Vernissage der Exposition Internationale du Surréalisme in Paris, organisiert von André Breton und Paul Éluard, teilgenommen.
Als Peggy Guggenheim, nach der Phase des Sammelns in Paris und London 1941 wieder nach New York kam, war der von Herbert Read inspirierte Traum, in London ein Museum für moderne Kunst zu gründen, aufgrund des Zweiten Weltkriegs zerplatzt. Der Wunsch jedoch, ihre zusammengetragene Sammlung in einem Museum präsentieren zu dürfen, lebte weiter.
Ein 160-seitiger Katalog, der ab Januar 1942 erstellt worden war, um Peggy Guggenheims Sammlungsbestand festzuhalten, wurde im Mai in einer auf 2500 Exemplare limitierten Auflage veröffentlicht, den Umschlag hatte Max Ernst gestaltet. Zu dem Vorwort von Peggy Guggenheim kamen Einleitungskommentare von André Breton, Hans Arp und Piet Mondrian. Er trug den Titel Art of This Century, der auf dem Vorschlag des Malers Laurence Vail beruhte. Auf Anraten eines Freundes, des Anwalts und Steuerberaters Bernard J. Reis, integrierte Guggenheim aus steuerlichen Gründen in das gemeinnützige Museum ihre gewerbliche Galerie, um Kosten absetzen zu können. Den Namen für Museum und Galerie übernahm sie aus dem Katalogtitel. Als Sekretär fungierte zunächst Jimmy Ernst, der Sohn aus erster Ehe ihres Ehemanns Max Ernst, später übernahm diese Aufgabe Howard Putzel, ein ehemaliger Galerist.

## Eröffnung

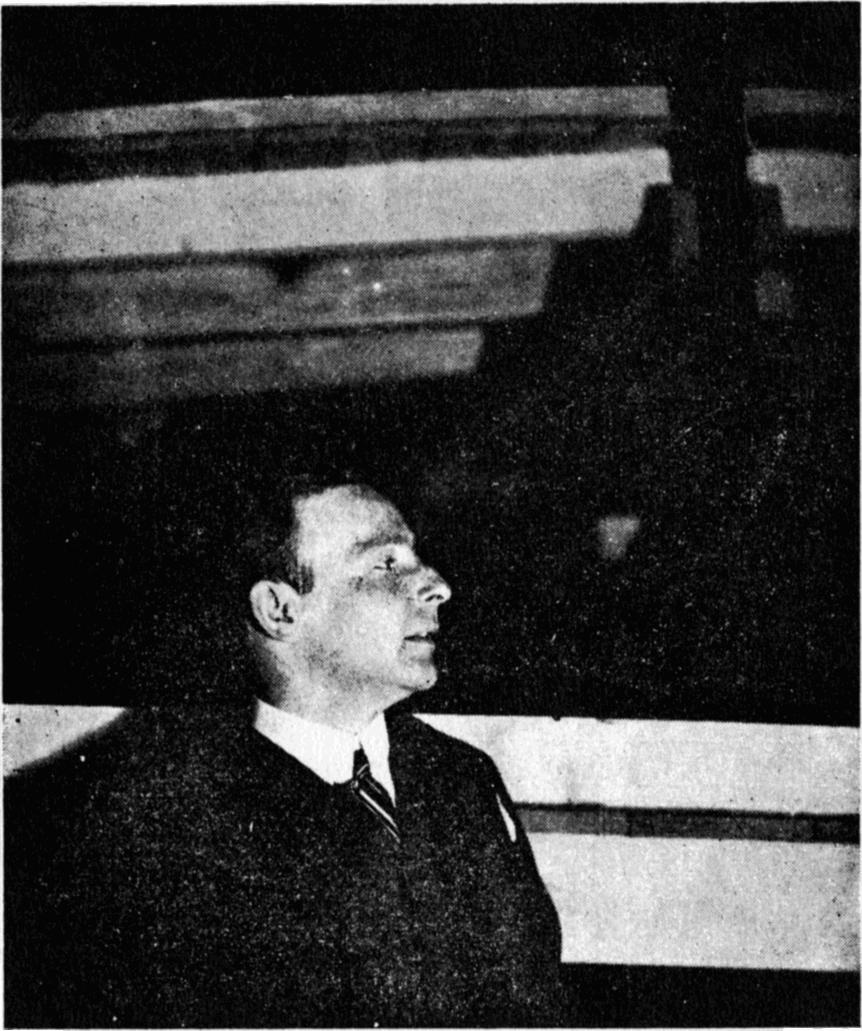
Friedrich Kiesler, 1924

Das Museum mit Galerie nach den Plänen von Friedrich Kiesler wurde von Peggy Guggenheim, „ohne finanzielle Hilfe und mit viel Unternehmungsgeist“, auf der 30 West 57th Street, zwischen den kommerziellen Kunstgalerien gelegen, am 20. Oktober 1942 unter großer öffentlicher Anteilnahme eröffnet. Die Räume befanden sich in einem zweistöckigen, nach Norden gelegenen Loft. In der Ausstellung waren 68 Künstler mit insgesamt 171 Werken vertreten. Zu diesen gehörten zwei Pablo Picassos, das frühe kubistische Werk von Georges Braque, Werke von Fernand Léger, Albert Gleizes und Louis Marcoussis sowie ein Werk von Marcel Duchamp. Ein spätes Ölgemälde und zwei große Zeichnungen Piet Mondrians hingen neben Bildern niederländischer Konstruktivisten und drei Bildern von Wassily Kandinsky. Ferner waren drei Werke von Constantin Brâncuși sowie drei Skulpturen von Alberto Giacometti, darunter die 1940 gegossene Bronze Femme égorgée (Frau mit durchschnittener Kehle) (Gips 1932), zu sehen. Von Paul Klee waren neun Werke ausgestellt und Skulpturen von Antoine Pevsner wurden von einer Arbeit von Naum Gabo begleitet. Robert Delaunay und Francis Picabia waren jeweils mit einem Werk vertreten. Unter den Surrealisten der ausgestellten Sammlung befanden sich Werke von Max Ernst sowie drei Werke von Joan Miró. Den chronologischen Abschluss der ersten Ausstellung bildeten die damals noch jüngeren Künstler wie Wolfgang Paalen, Joseph Cornell, Jean Hélion und Yves Tanguy.
Die Gastgeberin erschien zur Eröffnung im weißen Abendkleid und trug zwei verschiedene Ohrringe; der eine, von Alexander Calder gestaltet, symbolisierte die abstrakte Kunst, der andere von Yves Tanguy die surrealistische Bewegung. Das Eintrittsgeld hatte sie auf einen Dollar festgelegt und spendete die Summe dem amerikanischen Roten Kreuz.

## Die Räumlichkeiten
Das Museum bestand aus drei Räumen. In einem war die kubistische und die abstrakte Kunst und in den zwei angrenzenden Räumen die umfangreiche Sammlung surrealistischer Gemälde und Skulpturen sowie die Kinetische Kunst zu sehen. Der vierte Raum, Guggenheims Galerie, die den Namen „Daylight Gallery“ trug, blieb den ständig wechselnden Ausstellungen von kurzer Dauer vorbehalten.
Laut Peggy Guggenheims eigener Erinnerung habe Kiesler „die Räume in origineller Weise“ gestaltet: „Bilder wurden nicht bloß gezeigt, sie wurden inszeniert.“ Die Wände der surrealistischen Abteilung, so Guggenheim, seien „unregelmäßig geschwungen“ und aus Eukalyptus gewesen: „Die Gemälde waren auf Baseballschlägern montiert […] und schienen dreißig Zentimeter frei von der Wand zu schweben“, Spots beleuchteten die Bilder halbseitig wechselnd. In der Abteilung der Abstrakten und der Kubisten, der Eingangshalle, seien die Wände mit ultramarinblauem Stoff verhängt und die Bilder an Schnüren im rechten Winkel zur Wand von der Decke herab aufgehängt gewesen. „In einem Korridor“, so Guggenheim, „war ein Drehständer mit sieben Arbeiten von Paul Klee aufgestellt, der sich jeweils ein weiteres Stück um seine Achse drehte, wenn Besucher eine Lichtschranke durchschritten“.

## Ausstellungsprogramm

Theo van Doesburg: Kontra-Komposition XIII, 1925/26

Das Programm umspannte fünf Jahre, es begann mit der Eröffnungsausstellung im Oktober 1942 und endete mit einer Retrospektive über den Künstler Theo van Doesburg Ende Mai 1947. Es fanden im Durchschnitt pro Jahr zehn Ausstellungen statt. In der Anfangszeit waren es hauptsächlich Gruppenausstellungen, wobei Einzelausstellungen die Ausnahme bildeten. Als einzigem Künstler wurde in der ersten Saison zu Ehren von Jean Hélion, der im Dezember 1944 Peggy Guggenheims Tochter Pegeen heiratete, eine Einzelausstellung ausgerichtet. In der Folge wurden die Gruppenausstellungen immer seltener, und in der letzten Saison im Jahr 1947 gab es keine einzige mehr. Die Zeit dazwischen wurde hauptsächlich durch Zwei-Personen-Ausstellungen geprägt.
Obwohl Peggy Guggenheim viele europäische Künstler wie Hans Arp, Hans Theo Richter und Laurence Vail kannte – letzterer ihr erster Ehemann –, diese jedoch bedingt durch den Krieg und der daraus resultierenden fehlenden Verbindung nach Europa für eine Aktualisierung des Ausstellungskonzepts nicht zur Verfügung standen, orientierte sich das Programm zunehmend an amerikanischen Künstlern und Bildhauern. Die Galerie zeigte Werke etablierter europäischer Künstler (ua. Leonora Carrington, Jean Arp, Georges Braque, Victor Brauner, Giorgio de Chirico, Salvador Dalí, Max Ernst, Alberto Giacometti, Wassily Kandinsky, Fernand Léger, André Masson und Roberto Matta, Joan Miró, Pablo Picasso und Yves Tanguy) mit einem Schwerpunkt auf Surrealismus und stellte auch die Werke weniger bekannter amerikanischer Künstler aus, oft zum ersten Mal (wie z. B. William Baziotes, Alexander Calder, Joseph Cornell, David Hare, Hans Hofmann, Gerome Kamrowski, Willem de Kooning, Robert Motherwell, Jackson Pollock – von dem zwischen 1943 und 1947 vier Ausstellungen stattfanden, Richard Pousette-Dart, Ad Reinhardt, Mark Rothko, Charles Seliger, Clyfford Still, Janet Sobel und Robert De Niro Sr). Der Raum wurde sowohl zu einem Treffpunkt als auch zu einem Ausstellungsknotenpunkt für im Exil lebende europäische Künstler und junge aufstrebende Amerikaner und war als solcher einer der wichtigsten Schmelztiegel für die Entstehung der New York School.
Da die Galerie über die Jahre nicht viel verkaufen konnte, wusste Peggy Guggenheim „die peinliche Situation zu überspielen“, indem sie die Werke für Neuerwerbungen der Peggy-Guggenheim-Sammlung zukommen ließ.
Nach der Erstausstellung von Jackson Pollock in der Galerie im November 1943 wurde sein Werk zum Mittelpunkt von Guggenheims Aktivitäten. Nach ihrer Autobiografie erhielt Pollock einen Vertrag über 150 Dollar monatlich und eine Gewinnbeteiligung an seinen verkauften Werken, wenn diese einen Betrag von 2700 Dollar überschritten. Ein Drittel davon sollte ans Museum gehen. Falls der Betrag nicht erreicht würde, sollte ein Ausgleich über weitere Bilder erfolgen. Ein von Pollock ausgestelltes Gemälde war Composition with Pouring II aus dem Jahr 1943. Calvin Tomkins, Duchamps Biograf, beschrieb, dass sich Guggenheim erst negativ über Pollocks eingereichtes Werk Szenographic Figure mit abstrakten und halbabstrakten Formen geäußert habe. Als Piet Mondrian das Bild als das aufregendste Gemälde, das er je gesehen habe, bezeichnete, habe sie ihre Meinung geändert. Eine Einzelausstellung Mark Rothkos fand 1945 in der Galerie statt. 1946 folgte Hans Richters erste große Einzelausstellung in den USA.
Guggenheim hatte auch ein Gespür für damals noch progressive Themen, die sich an die europäischen Institutionen der Frühjahrs- und Herbstsalons anlehnte. 1945 zeigte sie eine Einzelausstellung mit den neuen chromatischen Raumbildern Wolfgang Paalens, der durch Julien Levy 1940 mit seinen Fumagen und seine eigene Kunstzeitschrift DYN in den USA bekannt geworden war und seither in Mexiko im Exil gelebt hatte. Guggenheim widmete sich auch jüngeren Talenten und einem sich wiederholenden Schwerpunkt der Kunst von Frauen, der Hinzunahme der Collage und der Präsentation von weniger bekannten Künstlern, die nur dürftige Referenzen hatten. Ausschließlich Malerinnen zeigte beispielsweise im Januar 1943 die Exhibition by 31 Women mit Werken von Valentine Hugo, Frida Kahlo, Louise Nevelson, Meret Oppenheim, Kay Sage, Dorothea Tanning und anderen. Die Begegnung von Max Ernst und Dorothea Tanning führte zur Entfremdung des Ehepaares Ernst; 1946 heiratete Max Ernst die Künstlerin. 1945 folgte die Ausstellung „The Women“, die Exponate stammten beispielsweise von Louise Bourgeois, Lee Krasner, Dorothea Tanning und Charmion von Wiegand.

## Die Schließung und Rückkehr nach Europa

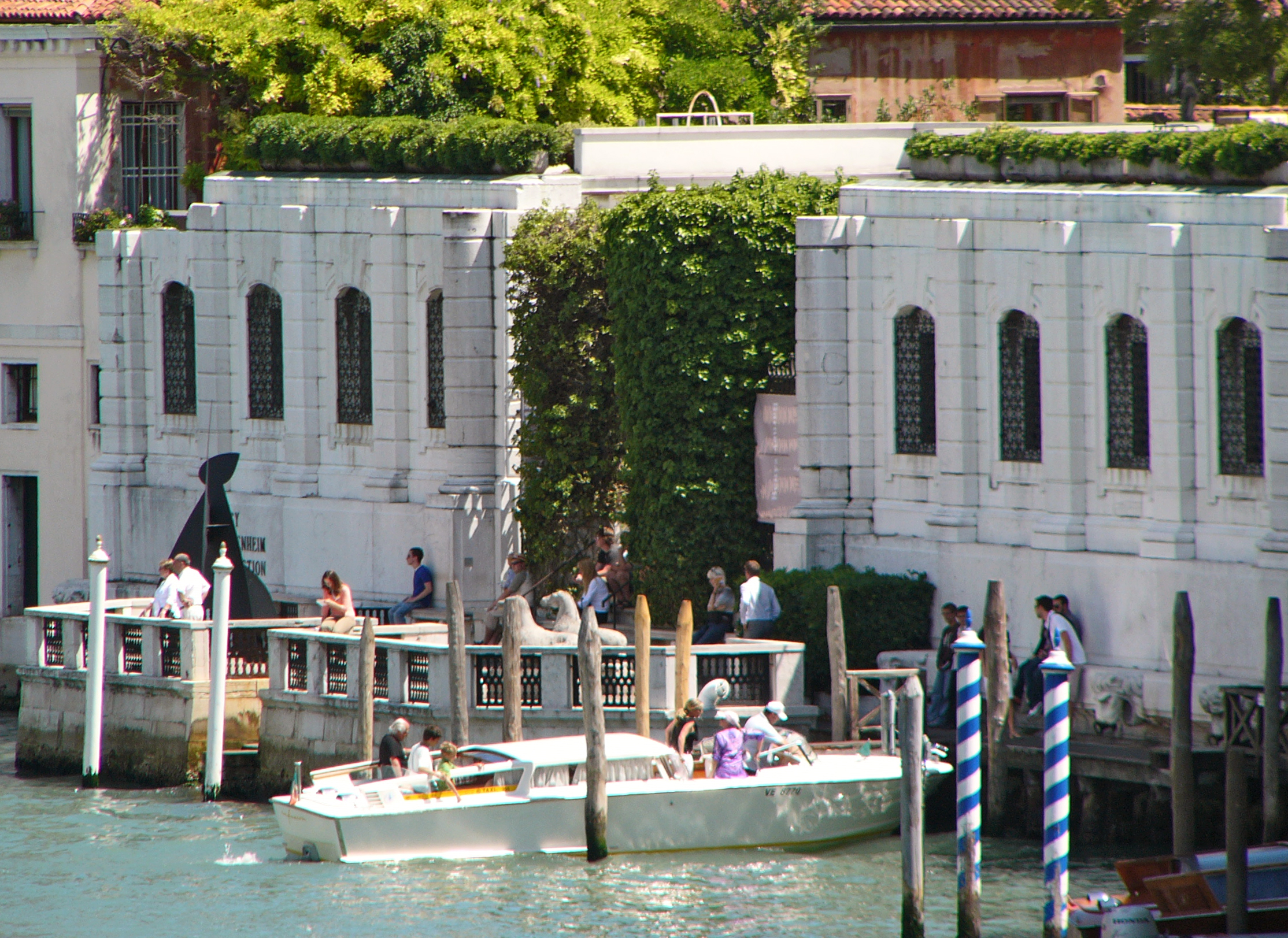
Das Museum im Palazzo Venier dei Leoni

Peggy Guggenheim schloss das Museum samt Galerie am 31. Mai 1947. Sie sehnte sich nach Europa zurück und zog nach Venedig; die Arbeit hatte sie erschöpft, und die Galerie schloss jedes Jahr mit einem negativen Resultat ab. Das Ergebnis des Jahres 1946 war beispielsweise ein Verlust von 8700 Dollar. Der mit Jackson Pollock geschlossene Vertrag wurde von Betty Parsons übernommen, die im Oktober 1946 eine Galerie in New York eröffnet hatte, der sich auch einige andere, bisher von Guggenheim vertretene Künstler anschlossen.
1948 stellte Guggenheim auf der Biennale in Venedig ihre Sammlung aus. Werke der amerikanischen Künstler Arshile Gorky, Jackson Pollock und Mark Rothko wurden hier das erste Mal in Europa gezeigt. Im selben Jahr hatte sie den unvollendeten Palazzo Venier dei Leoni mit großem Garten aus dem 18. Jahrhundert erworben und umbauen lassen. Seit 1949 nutzte sie ihn zugleich als Wohnung und als gelegentlichen Ausstellungsraum ihrer Sammlung, der bereits ab 1951 in den Sommermonaten der Öffentlichkeit zugänglich war. Der Eintritt war kostenlos, jedoch musste ein Katalog für 75 Cent erworben werden, da die Exponate nicht beschriftet waren. Teile der Sammlung Peggy Guggenheim konnten 1976 auf Initiative von Thomas Messer, der von 1961 bis 1988 als Direktor am Solomon R. Guggenheim Museum tätig war, gesichert werden und als Sammlungsteil der Solomon R. Guggenheim Foundation zugeführt werden, da Peggy Guggenheim der Stiftung die Eigentumsrechte übertragen hatte. Seit 1980 kann die Sammlung als Peggy Guggenheim Collection im Palazzo Venier dei Leoni, der 1976 gleichfalls an die Stiftung übergeben wurde, in Venedig besichtigt werden.

## Ausblick
Die Kunst der Nachkriegszeit erweckte nicht Guggenheims Interesse, besonders die Pop Art schätzte sie wenig, wie eine Äußerung gegenüber einem Reporter zeigt: „Sie hat nichts erreicht, und ich habe keine Ahnung, was sie erreichen wollte“. Selbst die späteren Werke der von ihr ausgestellten Künstler fanden zum Teil nicht ihr Gefallen, das galt besonders für Mark Rothko. So kaufte sie zeitgenössische Werke nur, um Geld zu investieren.
In den letzten Jahren gelangten Kunsthistoriker und -kritiker zu der Ansicht, dass Guggenheim in der Kunstgeschichte durch ihre Förderung exilierter europäischer sowie damals unbekannter junger amerikanischer Künstler in der Entwicklung des Modernismus und der Entstehung des Abstrakten Expressionismus eine entscheidende Rolle gespielt habe. Im März 2007 fand an der Universität von Pennsylvania ein Symposium mit dem Titel Usable Pasts? American Art from the Armory Show to Art of This Century statt, das beide Ausstellungen zueinander in Beziehung setzte.
Im Jahr 2011 eröffnete die Friedrich-Kiesler-Stiftung in Wien eine Ausstellung, die eine Rekonstruktion als begehbares Modell im Maßstab 1:3 des von Kiesler gestalteten surrealistischen Ausstellungsraums bot.